# TortoiseGit
TortoiseGitは分散型バージョン管理システムである Git のクライアントで、TortoiseSVNをもとに、 Microsoft Windows シェル拡張 として実装されている。GNU General Public Licenseのもとに配布されている自由ソフトウェア である。

## 参照
- TortoiseCVS は CVS のMicrosoft Windowsプラットフォーム向けのクライアント
- TortoiseSVNはSubversion のMicrosoft Windowsプラットフォーム向けのクライアント
- TortoiseHg は Mercurial のクライアント
- TortoiseBzr は､Bazaar (Launchpad link)で使用するための同様のツール original link
- TortoiseFossilは Fossil のクライアント

## 参考
1. ↑  "Release notes – TortoiseGit – Windows Shell Interface to Git"; 閲覧日: 2025年2月25日; 出版日: 2025年1月11日.
2. ↑  TortoiseGit license